# رئوفه حسن الشرکی
رئوفه حسن الشرکی (انگلیسی: Raufa Hassan al-Sharki؛ ۱۹۵۸ – ۲۷ آوریل ۲۰۱۱)آموزگار، فمینیست، نویسنده، و روزنامه‌نگار اهل یمن بود. او استاد رسانه‌های جمعی و مدیر مرکز مطالعات زنان در دانشگاه صنعا بود. الشرکی اولین روزنامه‌نگار زن در یمن بود و ستون‌نویسی منظم روزنامه‌های مختلف را برای سال‌ها بر عهده داشت.